# Стратегия переговоров
Стратегия переговоров — общий план по достижению поставленных целей в переговорах и последовательность действий, которые приведут к достижению этих целей. Это основной вектор поведения, определённый и разработанный в соответствии с данной ситуацией.
Выбор той или иной стратегии осуществляется исходя из понимания того, на чем основывается переговорная ситуация, что её сопровождает и чем она обеспечивается, какие факторы оказывают воздействия на неё и как со своей стороны можно повлиять на её развитие.

## Стратегические варианты
Выбор стратегии переговорщиком определяется исходя из ответов на два вопроса:
1. Насколько озабочен данный субъект достижением существенного результата?
2. Насколько озабочен переговорщик текущим и будущим состоянием отношений с партнером?

Ответы на эти вопросы образуют набор из следующих альтернатив:

### 1. Уклонение (бездействие)
Может реализоваться тогда, когда не важны ни достижение существенного результата сделки, ни сохранение и укрепление отношений. Эта, казалось бы, невыгодная с первого взгляда стратегия, осуществляется достаточно часто и имеет множество оснований для этого, поскольку ситуации, в которых лучше не вести переговоры, встречаются нередко. В таких ситуациях лучше не отступать от своей позиции во избежание невыгодных, наносящих урон сделок.

### 2. Приспособление (уступка)
Стратегия осуществляется в том случае, когда ее реализатор мало озабочен тем, достигнет он желаемого для себя результата или нет, но сильно заинтересован в том, чтобы его партнер достиг своей цели. Результат — уменьшение своих запросов, редукция интересов для того, чтобы партнер мог выиграть. Это стратегия, как и предыдущая, с первого взгляда может показаться проигрышной и исключительно невыгодной, ведь в ее результате мы не просто ничего не получаем, но зачастую что-то теряем и уступаем собственным интересам.
Самой главной причиной ведения такой стратегии является важность сохранения хороших отношений, когда ради них вы готовы поступиться своими интересами и выгодой. Главная цель в таком случае — построение новых или укрепление уже существующих отношений, если ожидается продолжение данных отношений после единичных переговоров. Также этот стиль пригоден в том случае, если вы допускаете, что можете ошибаться или быть не полностью правы; когда вопрос чрезвычайно важен для противоположной стороны; в том случае, если вы готовы уступить нечто одной стороне в обмен на уступку с другой стороны; если вы действуете с позиции слабого и не имеете решающего слова в данной ситуации.

### 3. Состязание (спор, преобладание, распределительная сделка)
Данная стратегия реализуется в том случае, когда высока озабоченность своим результатом одновременно с равнодушием по отношению к выигрышу другого. Сторона, использующая эту стратегию, придерживается исключительно собственных устремлений и пытается убедить противоположную сторону уступить. Большинство переговорщиков различают «мягкую» и «жесткую» линии поведения внутри данной стратегии.
В «жесткой» зачастую для достижения цели используются угрозы, наказание, принуждение и односторонние действия. Несмотря на сомнительную этичность применяемых в данной стратегии методов, в некоторых ситуациях имеет место ее применение: когда обсуждаемая тема тривиальна и важна для вас, необходимо как можно более быстрое решение; когда выполняются нетипичные и непопулярные действия; для того, чтобы преодолеть упорство подчиненных; если сопротивление другой стороны может иметь фатальные последствия или дорого обойтись.
«Мягкая» линия поведения в какой-то степени напоминает компромисс тем, что в данном случае уместен торг, стороны зачастую обмениваются взаимными уступками, но здесь все-таки преобладает значение собственных интересов, единственное стремление — максимизация собственной выгоды, улучшение своей позиции, а отношения с партнером и его выгода в данной сделке не имеют значения. Все действия и тактические шаги направлены на то, чтобы добиться наилучшего результата для себя.

### 4. Решение проблемы (сотрудничество/интеграция, компромисс)
- Компромисс. Пруэтт и Рубин[1] не включали компромисс в свою таблицу, поскольку не считали его жизнеспособной стратегией, они рассматривал его либо как способ ленивого решения проблемы (не очень успешную попытку удовлетворить интересы обеих сторон), либо как просто уступку с обеих сторон. Однако, в переговорной практике достаточно часто и успешно используется данная модель ведения переговоров, поэтому было бы несправедливо оставлять ее в стороне и игнорировать. Эта модель рассмотрена в блоке «решение проблемы», поскольку здесь имеет место высокая заинтересованность в собственном результате одновременно с заинтересованностью с выигрышем другого, ведь если наш партнер будет проявлять усиленную инициативу, интерес и большую склонность к уступками со своей стороны, если поймет, что тоже сможет нечто выиграть для себя, использую подобную стратегию поведения. На использование данного стиля стоит обратить особое внимание, если: стороны имеют взаимоисключающие цели; стороны равносильны; сотрудничество или спор неприменимы; требуется временное разрешение сложной проблемы.
- Сотрудничество. Стратегия, реализация которой приводит к выигрышу обеих сторон без разделения «победа-поражение». Если в распределительной сделке изначально цели сторон рассматриваются как взаимоисключающие, в случае интеграционных переговоров стремления одной стороны не обязательно вступают в конфликт со стремлениями противоположной стороны, выгода одного не обязательно забирает часть у другого — это не деление пирога, характерное для ситуации спора. При интеграции стороны стремятся сосредоточиться на общем, а не на различиях; пытаются исходить из потребностей и интересов, а не из позиций; стремятся к удовлетворению потребностей всех сторон.